# Třída Amnok
Třída Amnok je třída korvet Námořnictva Korejské lidové armády. Rozestavěny byly dvě jednotky této třídy. Do služby byly zařazeny v letech 2015–2016.

## Stavba
Existence rozestavěného plavidla byla poprvé pozorována roku 2011. Dle serveru Navypadia severokorejské loděnice v Najinu a Nampo postavily dvě jednotky této třídy, dokončené v letech 2015–2016. Naopak dle média The War Zone bylo roku 2023 doložena jedna dokončená korveta, přičemž nebylo potvrzeno dokončení druhé.

## Konstrukce
Korveta má stealth tvarování trupu. Je odhadováno, že část použitého vybavení pochází ze starších plavidel (například vyřazených raketových člunů Projektu 205 (třídy Osa). Je vybavena dvěma navigačními radary, dvěma střeleckými radary (nejspíše MR-104) a dalšími systémy. Na přídi se nachází 100mm kanón B-34 v polootevřené dělové věži. Za věží jsou umístěny čtyři salvové vrhače hlubinných pum RBU-1200 a o patro výše dva 14,5mm šestihlavňové rotační kulomety v otevřených věžičkách. Uprostřed plavidla je vyhrazen prostor pro osm protilodních střel KN-19 (derivát ruských Ch-35). V nástavbě za nimi je pod poklopy umístěno osm odpalovacích zařízení pro střely s plochou dráhou letu Hwasal-2. Fotografie naznačují instalaci dvou čtyřnásobných odpalovacích zařízení. V zadní části plavidla je šestinásobné odpalovací zařízení protiletadlových řízených střel krátkého dosahu (nejspíše FN-6, nebo 9K38 Igla) a dva 30mm kanóny systému analogickému typu AK-630, umístěné za sebou v ose trupu. Dle předpokladů jsou součástí výzbroje i dva dvouhlavňové 533mm torpédomety ukryté pod poklopy. Pohonný systém tvoří dva diesely.

## Služba
V srpnu 2023 severokorejská státní média informovala o návštěvě Kim Čong-una na korvetě třídy Amnok (označené jako hlídková loď 661), která následně provedla zkušební odpal střely s plochou dráhou letu Hwasal-2.